# David Terrier
Pour les articles homonymes, voir Terrier.
 (novembre 2024).
Si vous disposez d'ouvrages ou d'articles de référence ou si vous connaissez des sites web de qualité traitant du thème abordé ici, merci de compléter l'article en donnant les références utiles à sa vérifiabilité et en les liant à la section « Notes et références ».
David Terrier, né le 4 août 1973 à Verdun dans le département de la Meuse, est un footballeur professionnel français, mesurant 1,84 m pour 74 kg.
Le 12 octobre 2024, il est élu président de l'Union nationale des footballeurs professionnels.

## Biographie
Joueur dans sa jeunesse à Thierville-sur-Meuse avec Patrice Minmesteir, il part à Verdun, avant de rejoindre le centre de formation du FC Metz.
Il est ensuite transféré à West Ham, puis Newcastle, où une blessure l'empêche de reprendre la compétition en Angleterre.
Puis, il revient en France, à Nice, et à Ajaccio, avant de terminer sa carrière à Créteil.
En 2024, il devient président de l'Union nationale des footballeurs professionnels, succédant à Philippe Piat.
Il représente la France au sein du comité directeur de la Fédération internationale des associations de footballeurs professionnels, élu lors du Congrès organisé à Paris en novembre 2021.
Le 5 mai 2023 à Bucarest, il est élu président de la FIFPRO Europe à la faveur d’une élection à mi-mandat pour pallier le retrait de l’Anglais Bobby Barnes, David Terrier a été réélu à la tête de la FIFPRO Europe, le mercredi 11 juin 2025 à Stockholm pour un mandat plein de quatre ans, cette fois.
Il est le parrain de l’association Foot de bonheur, située à Belleville-sur-Meuse, qui permet à des jeunes en difficultés de pratiquer le football.

## Carrière
- 1992-1997 :  FC Metz
- 1997-1998 :  West Ham United
- 1998-1999 :  Newcastle United
- 1999-2001 :  OGC Nice
- 2001-2005 :  AC Ajaccio
- 2005-2007 :  US Créteil-Lusitanos[2]

## Palmarès
- Champion de France de Ligue 2 en 2002 avec l'AC Ajaccio
- Vainqueur de la Coupe de la Ligue en 1996 avec le FC Metz